# Al-Dabaah
Al-Dabaah (tiếng Ả Rập: الضبعة, cũng đánh vần Daba'a) là một ngôi làng ở miền trung Syria, một phần hành chính của Tỉnh Homs, nằm ở phía tây nam của Homs. Các địa phương lân cận bao gồm Arjoun về phía tây, Kafr Mousa và al-Ghassaniyah về phía tây bắc, Daminah al-Gharbiyah ở phía bắc, al-Buwaydah al-Sharqiyah và Daminah al-Sharqiyah về hướng đông bắc, Shamsin về phía đông và Jandar về phía đông nam. Theo Cục Thống kê Trung ương Syria (CBS), al-Dabaah có dân số 3.129 trong cuộc điều tra dân số năm 2004.